# Metteniusa
Metteniusa es un género de plantas eudicotiledóneas neotropicales dispuestas en el clado de las lámidas. Comprende siete especies que se distribuyen en Costa Rica, Panamá y el noroeste de Sudamérica.
El género y la familia deben su nombre a Hermann Karsten quien dedicó ambos nombres al botánico germano Georg Heinrich Mettenius.